# Bionafta

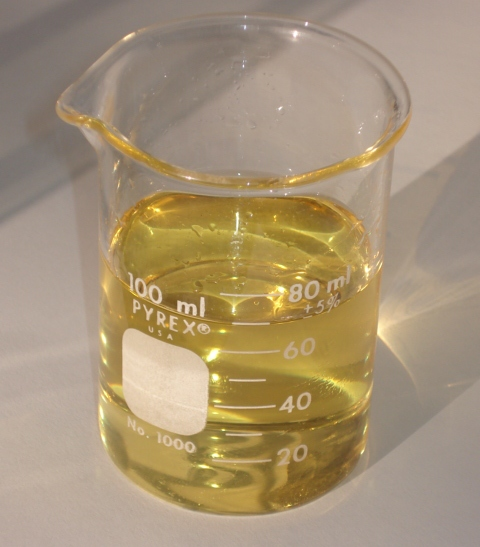
Bionafta vyrobená ze sojového oleje

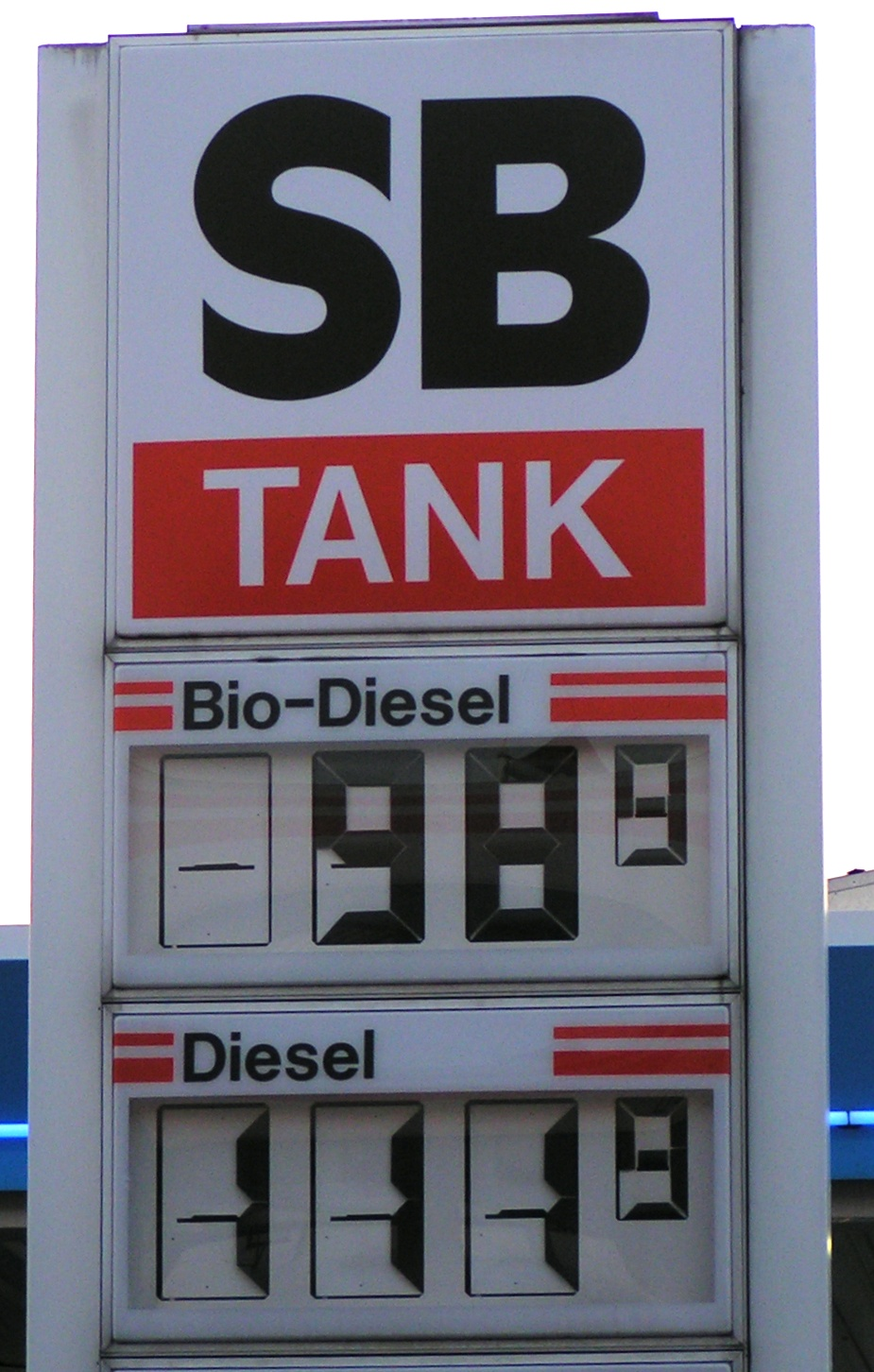
V některých zemích je bionafta levnější než konvenční nafta

Bionafta (FAME – fatty acid methyl ester) je ekologické palivo pro vznětové motory na bázi metylesterů nenasycených mastných kyselin rostlinného původu. Vyrábí se rafinačním procesem zvaným transesterifikace. Může být používána jako palivo bez jakékoliv úpravy ve vznětovém motoru (dieselu). Význam a spotřeba bionafty v Evropské unii neustálé stoupá. V dnešní době musí výrobci povinně přimíchat minimálně 7 % bionafty do nafty vyrobené z ropy.
Většina výrobců vozidel vydává seznamy aut, které mohou jezdit na stoprocentní bionaftu. Ve Velké Británii mnoho automobilek dává záruku pouze na motory, v nichž se spaluje maximálně 5 % bionafty ve směsi s 95 % klasické nafty – přestože se tento postoj považuje za přehnaně opatrný. Automobilky Peugeot a Citroën jsou výjimky, protože nedávno oznámily, že v jejich HDI motorech se může spalovat směs s 30 % bionafty. Další výjimky jsou Scania a Volkswagen, jejichž motory mohou využívat stoprocentní bionaftu.[zdroj?] Na trhu v České republice je možné se setkat se směsnou motorovou naftou (řidčeji též SMN nebo Eko diesel), která obsahuje 31 % biosložky a 69 % klasické fosilní motorové nafty.

## Historie

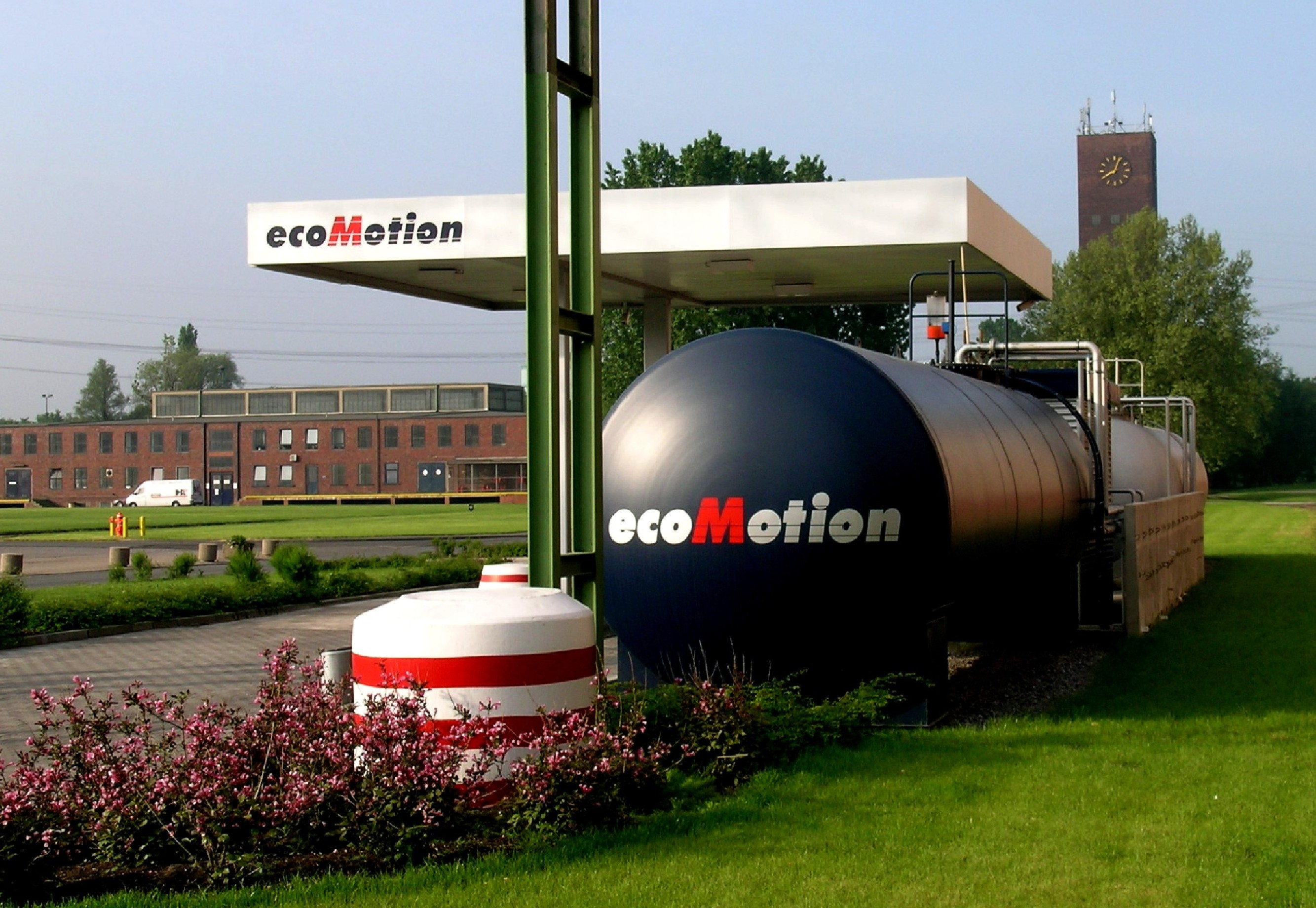
Čerpací stanice bionafty

Poprvé se použití rostlinných olejů jako paliva objevuje v amerických patentech ve čtyřicátých letech minulého století. K většímu rozvoji použití rostlinných olejů došlo až po energetické krizi počátkem sedmdesátých let.
V České republice se používaly dva druhy bionafty: Bionafta I. a II. generace. Bionaftou I. generace byla označována taková bionafta, kterou tvoří výlučně methylestery (FAME) bez jakýkoliv dalších přísad. Má nižší kalorickou hodnotu, což způsobovalo nižší výkon a vyšší spotřebu paliva. Další nevýhodou bylo, že estery způsobují korozi a bobtnání součástí z klasické pryže. U čistého FAME se při nízkých teplotách (pod –10 °C) velmi zvyšuje viskozita, což zabraňuje jeho použití. V České republice se tato bionafta I. generace téměř nevyužívá.[zdroj?]
Uvedené nedostatky byly od roku 1997 odstraněny zavedením bionafty II. generace, což je směs methylesterů a motorové nafty. Obsah methylesterů byl určen minimálně 30 % a zbylých 70 % tvoří látky ropného charakteru. Bionafta II. generace byla také daleko méně agresivní vůči pryži než bionafta I. generace. Výhřevnost této směsi byla již srovnatelná s klasickou naftou. Tato bionafta II. generace se již také nepoužívá, a to hlavně z důvodu přeřazení z nižší kategorie daně s přidané hodnoty (5 %) do vyšší (19 %) a uvalení spotřební daně, což vedlo k jejímu zdražení na úroveň ropné nafty. K přeřazení došlo na konci roku 2003.[zdroj?] Na trhu v České republice je možné se setkat se směsnou motorovou naftou, která obsahuje 31 % MEŘO a 69 % klasické fosilní motorové nafty.

## Výroba
Bionaftu (FAME – fatty acid methyl ester) lze vyrábět z jakéhokoliv rostlinného oleje (řepkový, slunečnicový, sojový, použité fritovací oleje …). V České republice se nejčastěji používá k výrobě olej získaný z řepky olejné. Řepka je náročná rostlina, která pro svůj růst potřebuje hodně živin, a proto by se měla na polích pěstovat pouze každý třetí až čtvrtý rok[zdroj?].
Ekonomika výroby řepky: výnos u nás je přibližně 3t/ha; z toho se vylisuje ca 1t/ha oleje. Na 1ha se používá 140 až 160 kg dusíkatých hnojiv.
Probíhající chemická reakce se nazývá transesterifikace a probíhá za katalýzy. Jednotlivé postupy výroby se liší zejména použitým katalyzátorem a podmínkami reakce. Vyvíjí se nové postupy výroby: přeměna rostlinných olejů za pomoci enzymatických katalyzátorů, použití speciálních pevných katalyzátorů a výroba bez použití katalyzátoru.[zdroj?]

## Výhody
- Při spalovacím procesu lépe shoří, a tím výrazně snižuje kouřivost naftového motoru, emise polétavého prachu, síry, oxidu uhličitého, aromatických látek a uhlovodíků vůbec[zdroj?]. Čistá bionafta není toxická, je biologicky odbouratelná a neobsahuje žádné aromatické látky ani síru. Bionafta nezpůsobuje ve vodě mikrobiologické zatížení až do koncentrace 10 mg/l a je pro ryby neškodná. Testy na Univerzitě v Idaho prokázaly, že ve vodním roztoku je po 28 dnech degradováno 95 % bionafty oproti pouhým 40 % motorové nafty.[zdroj?]
- Jako hlavní výhoda bývá prezentováno, že je bionafta vyráběna z obnovitelných zdrojů. Při současné politické podpoře těchto zdrojů jsou ale při zpracování a obnově využívána i fosilní paliva. Tím se podpora bionafty řadí k politickým opatřením, při nejlepším, s neutrálním dopadem na skleníkový efekt atmosféry Země, ale se zásadním negativním dopadem na ceny potravin. Proto v Evropské únii dochází postupně k útlumu přímého zpracování zemědělské produkce na biopaliva a je upřednostněna produkce potravin. Udržitelně lze pouze zdroje a suroviny nevyužitelné pro produkci potravin využít na produkci biopaliv, tj. i bionafty.[3]
- Má vysokou mazací schopnost (je mastnější než motorová nafta), a tím snižuje opotřebení motoru a prodlužuje životnost vstřikovacích jednotek. Mazací schopnost nafty je zvláště důležitá pro rotační vstřikovací čerpadla, kde jsou veškeré jeho pohyblivé části mazány naftou a ne mazacím olejem.[zdroj?]
- Nevyžaduje žádné zvláštní podmínky pro uskladnění. Lze ji skladovat ve stejných zásobnících jako motorovou naftu, kromě betonových zásobníků.[zdroj?]
- Bionafta (podobně jako fosilní paliva) má velkou hustotu energie ve srovnání s elektrickými akumulátory elektromobilů (Pro srovnání: 1 litr nafty (hustota 0,8 kg/litr) obsahuje 9,750 kWh využitelné energie. Olověný akumulátor může dosáhnout okolo 0,030 až 0,035 kWh/kg což odpovídá 0,014 až 0,017 kWh/litr (hustota 2,1 kg/litr)[4], Li-ion akumulátor (který je například v mobilních telefonech) má 200 Wh/kg[5].

## Nevýhody
- Mizivá účinnost využití sluneční energie. Podíl energie využitelné spálením bionafty a energie slunečního záření dopadajícího na pole s řepkou o velikosti potřebné k získání příslušného množství bionafty činí 0,08 %,[6] zatímco u fotovoltaických panelů lze v podmínkách České republiky získat z plochy 8–10 m2 ročně kolem 1 MWh elektrické energie,[7] což představuje účinnost nejméně 10 %.
- Bionafta je silnější rozpouštědlo než standardní nafta, a tak rozrušuje usazeniny v palivovém potrubí, čímž se mohou ucpat vstřikovací ventily. Z tohoto důvodu výrobci aut doporučují vyměnit palivový filtr několik měsíců po přechodu na spalování bionafty. Při vyšším poměru smíchání s motorovou naftou může bionafta poškodit přírodní kaučuk a materiály z polyuretanové pěny.[zdroj?]
- Další nevýhodou je, že při kontaktu s větším množstvím vody vznikají z bionafty mastné kyseliny, které mohou způsobit korozi palivového systému.[zdroj?]
- Bionafta více poškozuje zdraví a produkuje více oxidu uhličitého.[8]

## Ekonomika
Evropská unie v březnu 2009 uvalila antidumpingová a antidotační cla na bionaftu z USA, protože američtí producenti ji v zemích EU prodávají za dumpingové ceny s pomocí vysokých dotaci americké vlády. Úroveň cel byla stanovená na 211,20 až 237 eur za tunu bionafty. Cla vstoupila v platnost 13. března 2009 a postihne řadu firem např. Archer Daniels Midland, Cargill, Green Earth Energy Fuels, Imperium Renewables, World Energy Alternatives, Peter Cremer North America aj. V platnosti mají být šest měsíců, po jejichž uplynutí Evropská komise rozhodne o jejich možném prodloužení až o dalších 5 let. Opatření bylo přijato na základě vyšetřování z podnětu evropských výrobců bionafty. Vládní subvence pomohly americkým firmám zvýšit podíl na trhu EU z 0,4 % v roce 2005 na 17 % v březnu 2008 a americký vývoz stoupl z 7000 na 1,5 miliónu tun bionafty v hodnotě asi 700 miliónů eur.